# Саврань
Савра́нь — селище (смт до 2023/2024) в Подільському районі Одеської області Україні, на південно-східному Поділлі, при злитті річок Савранки з 
Південним Бугом.
Лежить за 37 км від залізничної станції Заплази (Зеленогірське; Т 1621). У селищі проживає 6874 мешканців (2001).
До 1923 року — містечко, адміністративний центр Савранської волості.
До 17 липня 2020 р. — центр Савранського району, потім — Савранської селищної громади.

## Етимологія
Назва населеного пункту походить від річки Саврані. Версій щодо походження слова «Саврань» декілька. За однією версію тюркською мовою означає «така, що волочиться», маючи на увазі хвилястий хід річки. За іншою версією слово походить від «савран», що адекватне тюркському слову тур. Sarban, тобто погонич верблюдів. За іншою версією слово має іранське походження і означає «чорне місце» (іранською — Sau-ran).
Існує також віршована легенда поета Олександра Уварова:

А я заглядываю в рань —

В легенды и преданья,

Откуда тихая Саврань

Взяла свое названье.
…Сказания ведут в года,

Разящие, как плети,

Когда турецкая орда

Грязнила степи эти.
И уцелело, словно брань,

Звучащее упрямо,

Их слово тюркское «Саврань»,

Что означает — яма.
А может быть, совсем не так,

И это было б лестней,

Что здесь народ был петь мастак,

И «Савра» — это песня.
Твердят иное старики,

Что предки передали

(А предки их — сечевики —

Врага отсюда гнали): 
В бою последнем тяжело

Был воин Савва ранен,

Тогда отсюда и пошло

Название Саврани. (рос.)

## Історія

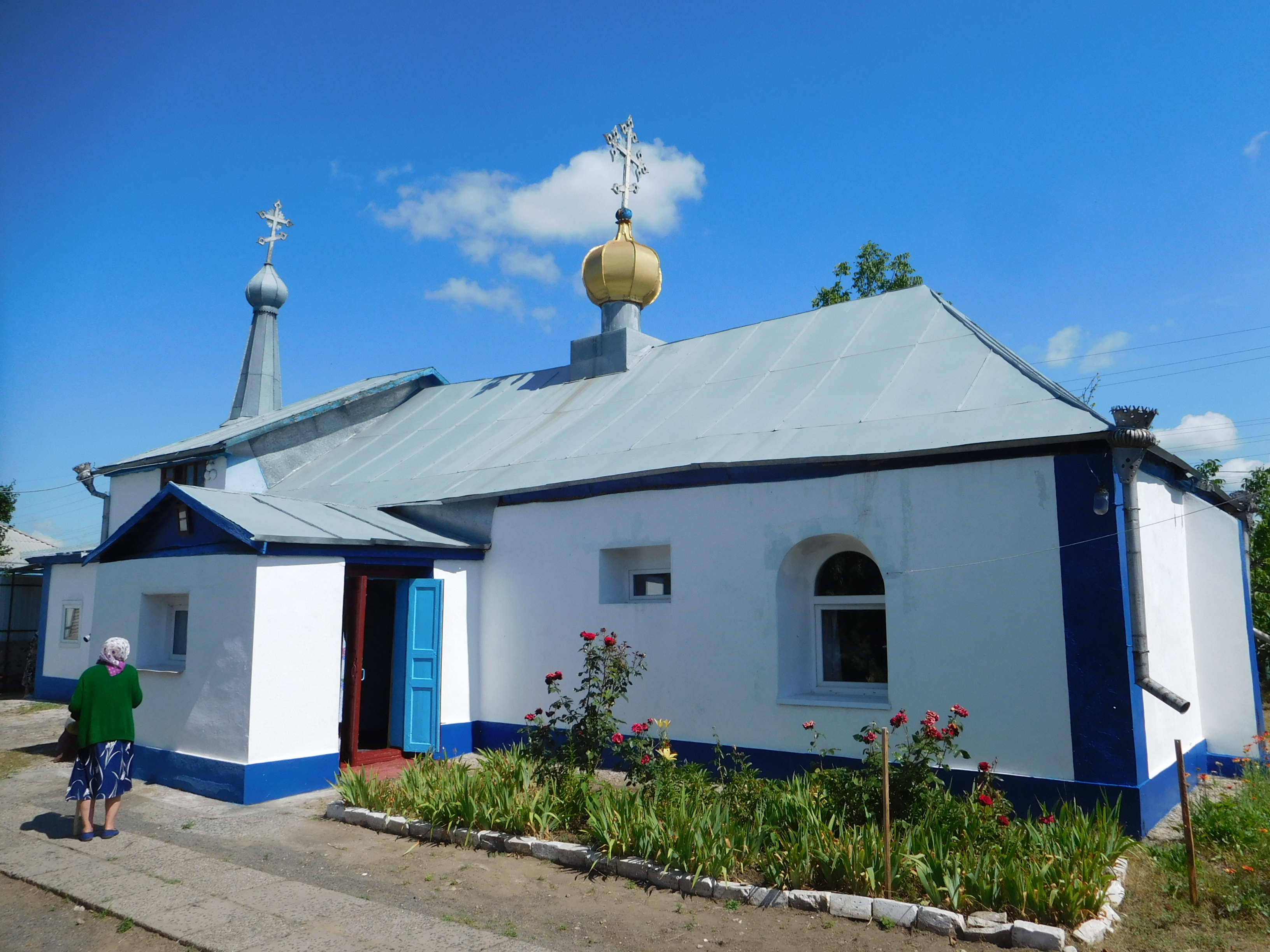
Церква Касперівської ікони Божої матері

Поблизу Саврані розташована Савранська стоянка Буго-дністровської культури (5 — початок 4 тисячоліття до н. е).
Містечко відоме з кінця XIV ст.

Наприкінці XIV століття литовський князь Вітовт (Витольд) грамотою передав містечко Саврань, що виникло до цього часу (до Острівської угоди та до Кревської унії), панам Кошиловичам (Кошелевичам).

У 1489 р. відбулася битва війська Яна Альбрехта (сина польського короля Казимира IV (1447—1492)) з татарами на р. Савранці та прилеглих до неї Яланецьких болотах.
Після Люблінської унії 1569 року містечко Саврань належало польським магнатам Конецьпольським (XVI—XVII століття; у 1606 р. вони утримують Савранський грунт землеволодінь Брацлавського замку), а згодом Любомирським (XVIII ст.).
У 17 столітті (1633-1634) Станіславом Конецьпольським було доручено французькому інженеру Боплану, який знаходився на службі у польському війську, тут заснувати польську фортецю Усть-Саврань (Конецьполь) проти татарсько-турецьких наскоків.
Наприкінці XVII — на поч. XVIII ст., за часів володарювання Любомирських, засновується ряд нових поселень, і вже в середині XVIII ст. на Савранщині існують такі села як:
 Станіславчик, Осички, Беніовка (нині — усі об'єдані в Осички), Людвіковка, Байбузівка (нині обидва Байбузівка), Концеба, Кам'яне, Дубинове, Ольшанка, Слюсареве, Юзефівка, Бакша, Мокра Бакша, (Неделково), Суха Бакша (Гетьманівка), Капустянка, Струтинка…
За часів Російської імперії (з 1793) — містечко (волосний центр) Балтського повіту Подільської губернії.
У 1-й половині XIX століття Саврань є центром волості Балтського повіту, у містечку існує громада РКЦ, до римо-католицького костелу відносяться села: Бакша, Гетьманівка, Каетанівка, Капустянка, Неділкове, Погріби, Познанка, Плоске, Струтинка, Юзефівка Бакшанської вол.; Завалля, Камінувата, Концеба, Кристофорівка, Ольшанка, Осички, Острівка, Полянецьке, Слюсареве. Метричні книги за період 1835-1842 р.р. знаходяться у ДАХмО.
1839 р. Саврань віднесено до військових поселень; в ній розмістилися підрозділи уланського полку, штаб якого знаходився в Умані. 1857 р. скасовано; фактично — лікв. 1865 р., і перейшла у відання Міністерства державних маєтностей.
На початку XX ст. тут працювали земське двокласне училище, церковнопарафіяльна та народна школи. Навчалося в них лише 150—160 хлопчиків та дівчаток, працювало 6 вчителів.
 У цей період Саврань була значним торговим центром Балтського повіту, — тут збирались великі базари-ярмарки, куди з довколишніх сіл звозили хліб, скотину (худобу), а мешканці Кам'яного Броду — білу глину. Місцеві ремісники продавали виготовлені ними одежу, взуття, конську збрую, вироби з дерева тощо..
19-20 січня 1920 року у Саврані під час Зимового походу зупинявся на ночівлю Кінний полк Чорних Запорожців Армії УНР.
В Саврані у 1923 році вже працювали 2 школи, де навчалося 546 дітей.
Під час Голодомору 1932—1933 років померло щонайменше 25 жителів селища.
26 березня 1944 року воїни 299-ї стрілецької дивізії, яка входила до 53-ї армії 2-го Українського фронту звільнили Саврань від ворога.
1950—1951 р. — одна із перших в Україні міжколгоспна (мала) гідроелектростанція, яка на той час була однією з найбільших (400 кВт) колгоспних електростанцій в Україні.
13 квітня 1957 р. рішенням виконкому Одеської обласної ради село (містечко) Саврань отримало категорію селища міського типу.
12 червня 2020 року, відповідно до Розпорядження Кабінету Міністрів України від № 724-р «Про визначення адміністративних центрів та затвердження територій територіальних громад Одеської області», увійшло до складу Савранської селищної територіальної громади.
17 липня 2020 року, в результаті адміністративно-територіальної реформи і ліквідації Савранського району, селище увійшло до складу новоутвореного Подільського району Одеської області.

## Населення
| Рік  | Чисельність | Чисельність |
| ---- | ----------- | ----------- |
| 1775 | 37          |             |
| 1849 | 324         |             |
| 1849 | 106         |             |
| 1858 | 993         |             |
| 1873 | 3016        | [ 17 ]      |

| Рік  | Чисельність | Чисельність |
| ---- | ----------- | ----------- |
| 1885 | 4256        |             |
| 1889 | 4371        |             |
| 1897 | 5887        |             |
| 1905 | 7939        |             |
| 1923 | 7013        |             |

| Рік  | Чисельність | Чисельність |
| ---- | ----------- | ----------- |
| 1926 | 8243        |             |
| 1939 | 5201        | [ 18 ]      |
| 1959 | 8730        |             |
| 1970 | 6521        |             |
| 1979 | 6872        |             |

| Рік  | Чисельність | Чисельність |
| ---- | ----------- | ----------- |
| 1989 | 7508        |             |
| 2001 | 6874        |             |
| 2011 | 6616        | [ 19 ]      |
| 2021 | 6125        | [ 20 ]      |

| Рік  | Чисельність | Чисельність |
| ---- | ----------- | ----------- |
| 1775 | 37          |             |
| 1849 | 324         |             |
| 1849 | 106         |             |
| 1858 | 993         |             |
| 1873 | 3016        | [ 17 ]      |

| Рік  | Чисельність | Чисельність |
| ---- | ----------- | ----------- |
| 1885 | 4256        |             |
| 1889 | 4371        |             |
| 1897 | 5887        |             |
| 1905 | 7939        |             |
| 1923 | 7013        |             |

| Рік  | Чисельність | Чисельність |
| ---- | ----------- | ----------- |
| 1926 | 8243        |             |
| 1939 | 5201        | [ 18 ]      |
| 1959 | 8730        |             |
| 1970 | 6521        |             |
| 1979 | 6872        |             |

| Рік  | Чисельність | Чисельність |
| ---- | ----------- | ----------- |
| 1989 | 7508        |             |
| 2001 | 6874        |             |
| 2011 | 6616        | [ 19 ]      |
| 2021 | 6125        | [ 20 ]      |

### Динаміка чисельності
- 1897 — 5887[21]
- 1926 — 8243 мешканців
- 1939 — 5201[22]
- 1959 — 8730 мешканців
- 1970 — 6521 мешканців;
- 1979 — 6872
- 1989 — 7508 мешканців;
- 2001 — 6874 мешканців;
- 2011 — 6616 мешканців.[23]

### Мова
Розподіл населення за рідною мовою за даними: 
| Мова            | Кількість | Відсоток |
| --------------- | --------- | -------- |
| українська      | 6544      | 95.72%   |
| російська       | 249       | 3.64%    |
| болгарська      | 12        | 0.18%    |
| вірменська      | 8         | 0.12%    |
| білоруська      | 7         | 0.10%    |
| румунська       | 7         | 0.10%    |
| ромська         | 3         | 0.04%    |
| інші/не вказали | 7         | 0.10%    |
| Усього          | 6837      | 100%     |

## Економіка
Нині на території Саврані працює низка підприємств:
- «Савранський хлібзавод»;
- маслоробний з-д;
- комбікормовий з-д («СЗПТ» Савранський завод продовльчих товарів);
- ТОВ «Авантаж» (Лісопильне та стругальне виробництво; оптова торгівля деревиною, будівельними матеріалами);
- АТП «Саврань-Експресс»;
- Держлісгосп
- друкарня

У Саврані розвивається мережа магазинів «Прем'єра». Також у селищі працюють філії банків: «Ощадбанк», «Приват-Банк».
Є готель «Чорне море»(3-х— зірковий); Комбінат побутового обслуговування,
 СТО (єдина станція техобслуговування на 300-кілометровій ділянці Умань—Одеса автобану М05/E95 (за 18 км від автошляху — по Р54)).

## Освіта
В Саврані розташоване середнє професійно-технічне училище (аграрно-будівельного напрямку), автошкола; дитячі спортивна та музична школи.

## Культура

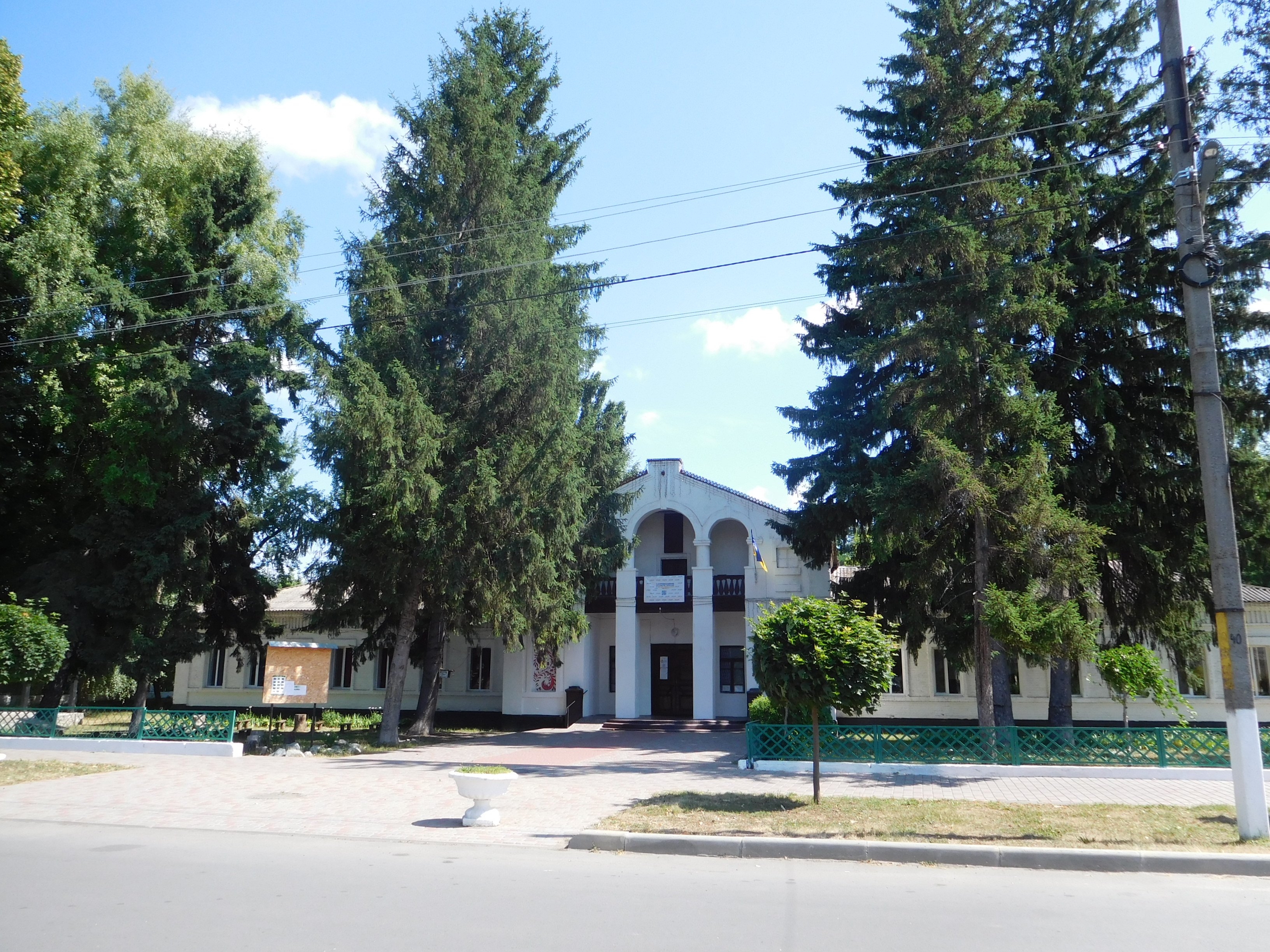
Будинок культури на вул. Соборній, біля входу до парку

В смт Саврань існує краєзнавчий музей, Будинок культури (Центр культури, дозвілля і туризму), Будинок дитячої та юнацької творчості, бібліотека та Молодіжний центр «Нове покоління».
Наприкінці 80-х—на початку 90-х у Саврані функціонував рок-гурт «Пластилін»:

Ігор Дзюба (Саврань) — ритм-гітара, вокал;

Генадій Терськов (із Побужжя) — бас-гітара;

Володимир Ляськовський (з Завалля, нар. 1965 — пом. 2011) — ударні;

Володимир Чебан (із Завалля) — звукорежисер (на пульті).

## Пам'ятники

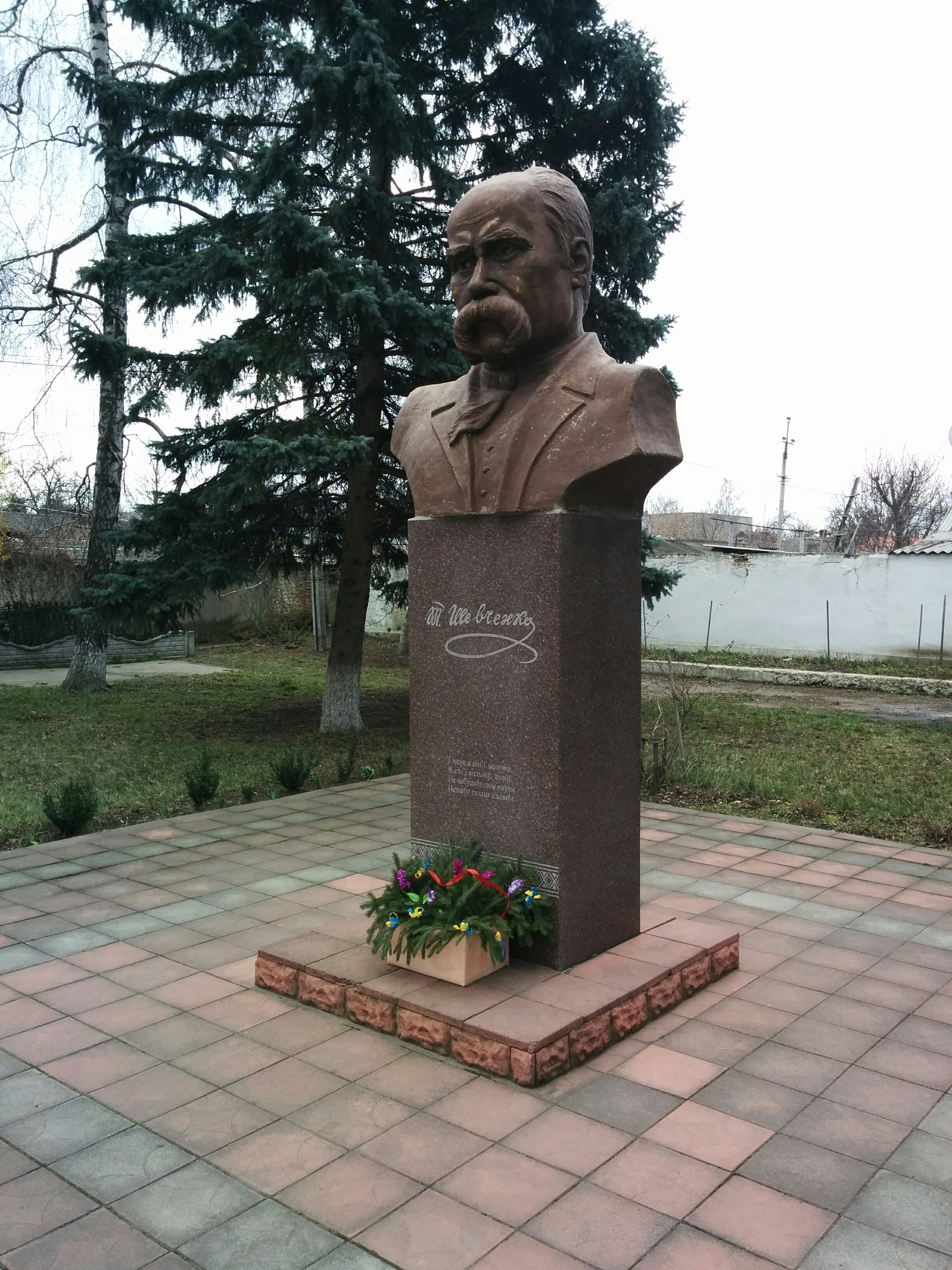
Пам'ятник Т. Г. Шевченку

- Обеліск на братській могилі червоноармійців, комісара, загиблих в 1922 р. (під час Громадянської війни) та 5 партизан, загиблих в 1944 р., парк селища, біля районного будинку культури (1955 р., на останнє місце перенесено в 1974 р., автор споруди Одеський художньо-виробничий комбінат Худфонда УРСР).
- Стела «Никто не забыт, ничто не забыто» — пам'ятник 306 воїнам-односельчанам, загиблим в роки Другої Світової 1941—1945 р., парк селища, біля районного будинку культури (1974 р., автор споруди Одеський художньо- виробничий комбінат Худфонда УРСР).

- Пам'ятник Т. Г. Шевченку (біля будинку селищної ради).
- Пам'ятник Герою Радянського Союзу Бочковичу Кирилу Васильовичу та учням, вчителям Савранської школи, загиблим в роки Німецько-радянської війни, — вул. Миру, територія Савранської СЗШ I—III ст. (1968 р., автор споруди — Одеський художньо-виробничий комбінат Худфонда УРСР; реставрований 2015 р.[26]).
- Меморіальний комплекс партизанському загону «Буревісник» (Німецько-радянська війна; 1972 р., скульптор Князик О., архітектор Голод В.)

Поблизу Саврані створено ландшафтний заказник державного значення «Савранський ліс» — найбільший в усій Пд-Зх частині лісостепової зони України масив плакорних лісів; ліс є найвеличнішим у Одеській області, в якому за часів німецько-радянської війни базувалося партизанське з'єднання «Буревісник».
Також в околицях Саврані встановлено декілька пам'ятників:
- Пам'ятник загиблим воїнам 404 окремого артилерійського батальйону 54 Укріпрайону 2-го Українського фронту, Р54 при в'їзді в смт з с. Вільшанка (травень 1985 р., місцеві майстри).
- Пам'ятний знак партизанам загону «Буревісник», лісове узбіччя дороги Саврань — Полянецьке (1985 р.), та/або Т 1621 Саврань — Гетьманівка (помилково?).[30]
- Місце базування штабу партизанського загону «Буревісник» в 1942—1944 рр. Відновлені партизанські землянки (2003 р.).

## Цікаві факти

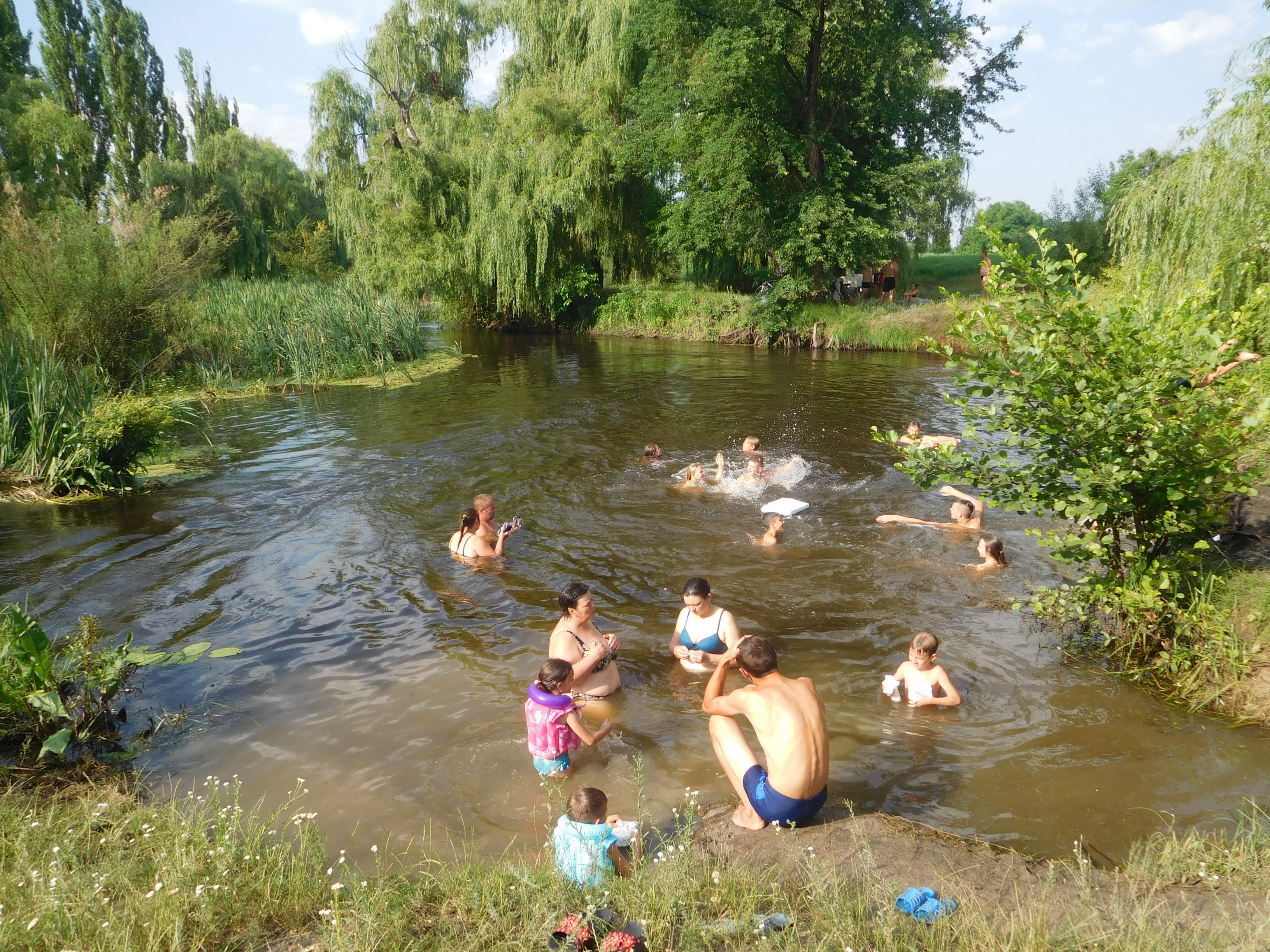
Пляж у Саврані на річці Саврань

Одеситам Саврань найбільше відома по густому Савранському лісу. Саме сюди збираються за грибами одесити у теплі осінні місяці.

## Відомі люди
- Балан Сергій Борисович (07.03.1937, смт Саврань Одеської обл. – 2000) – філолог, педагог, Заслужений працівник освіти України. Закінчив філол. ф-т ОДУ (1958). Директор Білгород-Дністровського пед. училища (1971–2000).[32]
- Березовський Юхим Матвійович — Герой Радянського Союзу, почесний залізничник.
- Бочкович Кирило Васильович — Герой Радянського Союзу
- Вдовиченко Олександр Володимирович (1984—2023) — полковник Служби безпеки України, учасник російсько-української війни. Повний кавалер ордена «За мужність», Герой України (посмертно).
- Гомзин Борис Володимирович — український військовик, письменник, Очільник еміграційного штабу Скоропадського
- Жевуський Вацлав Северин — мандрівник, сходознавець, козакофіл.
- Лебедюк Михайло Миколайович — доктор медичних наук, професор Одеського медичного університету.
- Клариса Ліспектор — бразильська письменниця українсько-єврейського походження, батьки жили у Саврані.
- Мельник Степан Кирилович — навчався в Савранській семирічній школі.
- Муляр Олександр Борисович — молдавський композитор
- Моше Цві Гітерман — хасидський цадик XIX століття.